# Ден Лонго
Ден Лонго (англ. Dan Longo) — доктор медицини, американський лікар та науковець, редактор 17-ї та 18-ї редакцій фундаментальної праці Основи внутрішньої медицини за ред. Т. Гарісона.

## Біографія
Після закінчення медичного факультету в Університеті Міссурі, Колумбія та інтернатури з внутрішньої медицини в лікарні Пітер Бент Бригам і Гарвардській медичній школі в Бостоні, він отримав стипендію і почав працювати у Національному інституті з проблем старіння (National Institute on Aging). 1995 р. став науковим директором НІС, до того був директором, заступником директора. Є автором понад 600 статей та розділів книг. Член редколегії журналу Національного інституту раку та клінічних досліджень раку. Входить до списку Найкращих Лікарів США.